# 可积函数
数学上，可积函数是存在积分的函数。除非特别指明，一般积分是指勒贝格积分。否则，称函数为"黎曼可积"（也即黎曼积分存在），或者"Henstock-Kurzweil可积"，等等。
注意，函数可以有不定积分（反导数），而并不在如下的定义中可积。例如函数
{\displaystyle F(x)=\sin(x)}
是
{\displaystyle f(x)=\cos(x)}
的不定积分，但是f(x)不是实数上的可积函数。这种情况在不定积分在每个方向都有极限的时候也可能成立，例如
{\displaystyle F(x)=\sin(x)/x} {\displaystyle (x\geq 1)}
其导数{\displaystyle f(x)=\cos(x)/x-\sin(x)/x^{2}}不是从1到无穷可积的。积分区间不是无穷的时候也会出现这种情况，譬如不定积分
{\displaystyle F(x)=x\sin(1/x)} {\displaystyle (0<x\leq 1)}
其导数{\displaystyle f(x)=\sin(1/x)-\cos(1/x)/x}不是从0到1可积的。（无论f(x)在0点取何值，它都是在该点不连续的，而F'(0)无定义，所以微积分基本定理在[0, 1]上不适用。）

## 勒贝格可积性
给定集合X及其上的σ-代数σ和σ上的一个测度，实值函数f:X → R是可积的如果正部f +和负部f −都是可测函数并且其勒贝格积分有限。令
{\displaystyle f^{+}=\max(f,0),\ f^{-}=\max(-f,0)}
为f的"正部"和"负部"。如果f可积，则其积分定义为
{\displaystyle \int f=\int f^{+}-\int f^{-}.}
对于实数 p ≥ 0，函数f是p-可积的如果|f|p是可积的；对于p = 1，也称绝对可积。（注意f(x)是可积的当且仅当|f(x)|是可积的，所以"可积"和"绝对可积"在勒贝格意义下等价。）术语p-可和也是一样的意义，常用于f是一个序列，而μ是离散测度的情况下。
这些函数组成的L p空间是泛函分析研究中的主要对象之一。

## 平方可积
我们说一个实变或者复变量的实值或者复值函数是在区间上平方可积的，如果其绝对值的平方在该区间上的积分是有限的。所有在勒贝格积分意义下平方可积的可测函数构成一个希尔伯特空间，也就是所谓的L2空间，几乎处处相等的函数归为同一等价类。形式上，L2是平方可积函数的空间和几乎处处为0的函数空间的商空间。
这在量子力学上很有用，因为波函数必须在空间上平方可积才能从理论中得到物理可能解。